# 호세 앙헬 발데스
호세 앙헬 발데스 디아스(José Ángel Valdés Díaz, 1989년 9월 5일~)는 스페인의 축구 선수이다. 포지션은 레프트 백이다.
과거 스포르팅 히혼, AS 로마, 레알 소시에다드, 포르투, 비야레알, 에이바르에서 뛰었으며 현재는 스포르팅 히혼 소속으로 뛰고 있다.